# Jorj Robin
Georges Robin, conocido como Jorj Robin, nacido en 1904 en Nantes y fallecido en 1928 , fue un escultor y dibujante francés.

## Datos biográficos
Robin era un miembro del movimiento nacionalista bretón de arte Seiz Breur, que trabajó en la revista Kornog, fundada por el líder del movimiento René-Yves Creston. Creó esculturas y diseños de bordado para el taller de Nadoziou (agujas) con sede en Nantes.
Con otros miembros de Seiz Breur tomó parte en la fundación del Círculo Celta de Nantes, prestando su estudio de diseño para sus clases de lengua bretona. También creó un proyecto para un coro de lengua bretona.